# Uscio
Uscio (en ligur Aosci) és un comune italià, situat a la regió de la Ligúria i a la ciutat metropolitana de Gènova. El 2011 tenia 2.264 habitants.

## Geografia
Situat a la vall del torrent Recco, a l'est de Gènova, compta amb una superfície és de 9,63 km² i les frazioni de Calcinara, Terrile. Limita amb les comunes d'Avegno, Lumarzo, Neirone, Sori i Tribogna.